# Burg Lehrbach
Burg Lehrbach ist die Ruine einer hochmittelalterlichen Wasserburg bei dem Ortsteil Lehrbach der Stadt Kirtorf im Vogelsbergkreis in Hessen.

## Geschichte
Die Burg wurde um 1180 erbaut und ging 1349 als Mannlehen an die Familie derer von Lehrbach, welche die Burg 1550 aufgaben und ihren Sitz nach Heimertshausen verlegten.
Die Burg „sloße Laurbach“ finden wir in einer Urkunde von 1407 erwähnt. 
Im Dreißigjährigen Krieg (1618 bis 1648) wurde die Burg zerstört. 1901 wurde die Ruine restauriert. Im Jahr 2006 ist ein kleiner Teil der Ruine weiter zerfallen. Heute zeigt die dreigeschossige Ruine noch den Eingangsbereich, Reste der Umfassungsmauer sowie Reste des dreistöckigen Palas mit Portal, Kamin, Fenstern und Staffelgiebel.

Reste der Burgmauer am Palas
Portal in der Burgmauer am Palas
Fensterformen am Palas